# Fridolf Lundsten
Fridolf Vilhelm Lundsten (ur. 26 lipca 1884 w Pohja, zm. 5 stycznia 1947 w Helsinkach) – fiński zapaśnik. Dwukrotny olimpijczyk. Zajął siódme miejsce w Sztokholmie 1912 i dwunaste w Paryżu 1924. Walczył w wadze średniej i półśredniej.
Zajął siódme miejsce na mistrzostwach świata w 1911. Trzeci na mistrzostwach kraju w stylu klasycznym w 1911 roku. Mistrz w stylu wolnym w 1923 roku.

## Letnie Igrzyska Olimpijskie 1912
| Konkurencja          | Rundy eliminacyjne   | Rundy eliminacyjne  | Rundy eliminacyjne        | Rundy eliminacyjne      | Rundy eliminacyjne | Klas. końcowa |
| Konkurencja          | Przeciwnik I         | Przeciwnik II       | Przeciwnik III            | Przeciwnik IV           | Przeciwnik V       | Miejsce       |
| -------------------- | -------------------- | ------------------- | ------------------------- | ----------------------- | ------------------ | ------------- |
| 75 kg styl klasyczny | Viktor Melin (SWE) Z | Edgar Bacon (GBR) Z | Mauritz Andersson (SWE) Z | Claes Johansson (SWE) P | Jan Sint (NED) P   | 7.            |

## Letnie Igrzyska Olimpijskie 1924
| Konkurencja      | Rundy eliminacyjne | Klas. końcowa |
| Konkurencja      | 1/8                | Miejsce       |
| ---------------- | ------------------ | ------------- |
| 72 kg styl wolny | John Davis (GBR) P | 12.           |